# رؤیای ممنوعه
رؤیای ممنوعه (انگلیسی: Forbidden Dream; کره‌ای: 천문: 하늘에 묻는다) یک فیلم درام تاریخی سال ۲۰۱۹ کره جنوبی به کارگردانی هور جین هو و نویسندگی جونگ بوم شیک و لی جی مین است. این فیلم براساس داستان واقعی و دربارهٔ سجونگ کبیر (هان سوک کیو)، پادشاه چوسان در کره و بزرگ‌ترین دانشمندش جانگ یونگ شیل (چوی مین شیک) است.

## بازیگران
- چوی مین شیک در نقش جانگ یونگ شیل
- هان سوک کیو در نقش پادشاه سجونگ
- پارک سونگ هون در نقش لی هیانگ
- شین گو در نقش هوانگ هی
- کیم هونگ پا در نقش یی چون
- هو جون هو در نقش چو مال سنگ
- کیم ته وو در نقش جونگ نام سون
- کیم وون هه در نقش چو یون سنگ
- ایم وون هی در نقش لیم هیو دون
- یون جه مون در نقش چوی هیو نام
- جون یو بین در نقش سا ایم
- اوه هی جون در نقش خواجه یونگ